# Departamento de Guaraní
Departamento de Guaraní är en kommun i Argentina.   Den ligger i provinsen Misiones, i den nordöstra delen av landet, 900 km norr om huvudstaden Buenos Aires. Antalet invånare är 67 698.
I omgivningarna runt Departamento de Guaraní växer huvudsakligen savannskog. Runt Departamento de Guaraní är det glesbefolkat, med 20 invånare per kvadratkilometer.